# 475
Cette page concerne l'année 475  du calendrier julien. Pour l'année 475 av. J.-C., voir 475 av. J.-C. Pour le nombre 475, voir 475 (nombre).
L'année 475 est une année commune qui commence un mercredi.

## Événements

### Asie
- En Inde, à la mort de Prithivisena II, roi de Vakataka le pouvoir passe à une branche cadette, gouvernée par Harishena (règne de 475 à 477)[1].
- En Corée, la capitale du royaume de Paekche (Hanseong, aujourd'hui Gwangju au sud de Séoul) est pillée par les armées de Koguryŏ. Le roi Kaero est pris et décapité. La capitale est déplacée à Ungjin (actuelle Gongju)[2].

### Europe

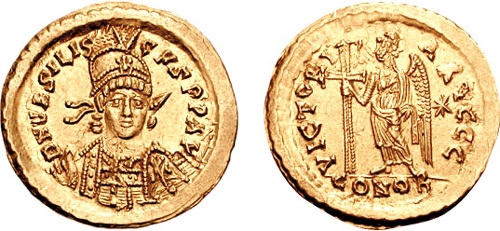
Portrait de Basiliscus sur une pièce de monnaie.

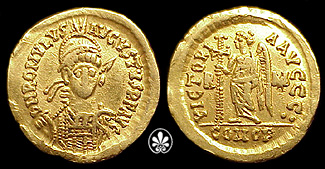
Solidus de Romulus Augustule.

- 9 janvier : à la suite d'une révolte, Zénon quitte Constantinople pour Antioche[3]. Verina, veuve de Léon Ier, pousse au pouvoir son frère Basiliscus aux dépens de Zénon.
- 12 janvier : couronnement de Basiliscus, empereur byzantin usurpateur (fin de règne en 476)[4].
- 9 avril : Basiliscus promeut dans une circulaire (Enkyklikon) aux évêques la position christologique monophysite[5].

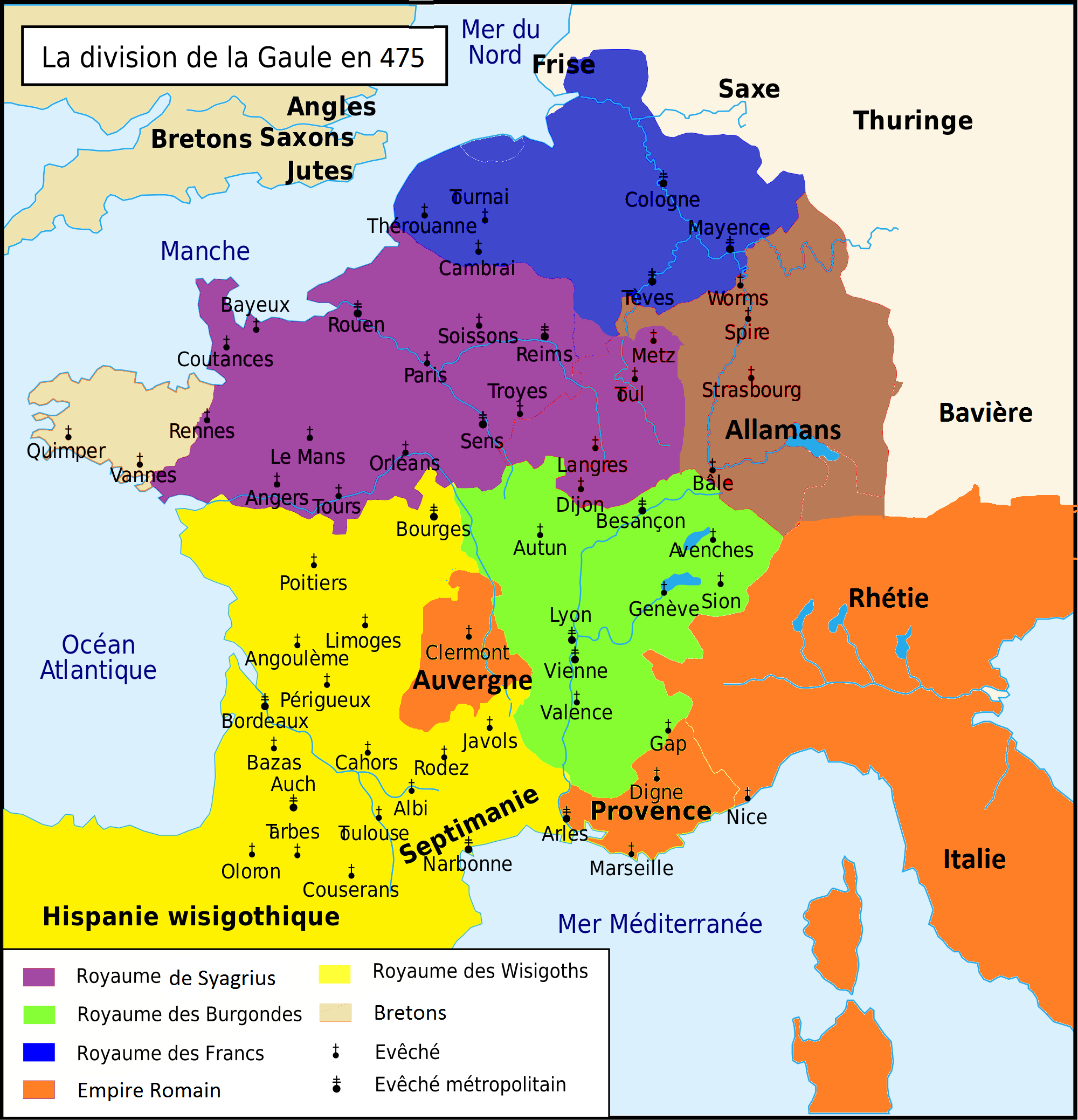
Situation géopolitique des Gaules en 475.

- Situation géopolitique des Gaules en 475.Juin : traité entre les Wisigoths, les Burgondes et le pouvoir romain[6]. Julius Nepos accorde à Euric, roi des Wisigoths la concession légale des terres qu'il a conquises, notamment l'Auvergne malgré sa résistance en tant que bastion romain. Pour faire contrepoint aux Wisigoths, il accorde la Viennoise aux Burgondes. Les Wisigoths contrôlent maintenant le sud-ouest de la Gaule et la plus grande partie de l'Espagne, hormis le royaume des Suèves au nord-ouest. Le royaume franc de Cologne s'étend en direction de Trèves à partir de 475-476[3].
- 28 août : le commandant de l'armée romaine d’origine pannonienne Flavius Oreste, ancien secrétaire d'Attila, expulse Julius Nepos hors d'Italie et place son fils Romulus Augustule, un adolescent, sur le trône, avec l’aide d’Odoacre[7].
- 29 octobre : Romulus Augustule est proclamé empereur d'occident à Ravenne[7].

- Ambassade de Severus auprès des Vandales pour négocier la paix après qu'ils ont pris et pillé Nicopolis[8].
- Incendie de la bibliothèque de Constantinople (120 000 volumes)[9].
- Exil de Sidoine Apollinaire, évêque de Clermont, emprisonné dans la forteresse de Livia pendant un an[10].

## Naissances en 475
- Clotilde, princesse burgonde, future épouse de Clovis Ier, roi des Francs.

## Décès en 475
- 11 mai : Mamert de Vienne, archevêque[11].